# Canova (Trento)
Canova è un quartiere della città di Trento che si trova nella zona nord della città.
Assieme a Gardolo, Roncafort e al quartiere di Ghiaie formano la circoscrizione amministrativa numero 1 - Gardolo del comune di Trento.

## Geografia
Canova si sviluppa, a ovest della Statale del Brennero, oltre il grande svincolo di Trento Nord fino allo svincolo di Gardolo, delimitata a est dalla ferrovia.

## Storia
Il quartiere è nato negli anni '60 con la costruzione di un agglomerato di condomini malamente servito da un esile reticolo di stradine di campagna. Negli anni '90 il Piano regolatore (Prg) prevedeva la costruzione di 400.000 metri cubi di edilizia pubblica nell'area a ridosso della ferrovia. Nel 2001 l'architetto Joan Busquets ha modificato il progetto dimezzando i metri cubi a 200.000 e prevedendo edilizia mista pubblica e privata con perequazione. Tuttavia il progetto dell'architetto è stato criticato per diversi fattori che tutt'ora influiscono sulla vita del quartiere:
- Mancanza di inserimento nella viabilità esterna
- Mancanza di luoghi di aggregazione
- Presenza di "corridoi verdi"
- Strisce di campagna insensate tra i condomini

La forte speculazione edilizia è un problema preso tutt'oggi sotto esame.

## Monumenti e luoghi d'interesse

### Aree verdi

#### Giardino Canova
Il parco, grande e articolato, si sviluppa come un vero e proprio snodo del quartiere, complici anche il centro comunitario lì presente, i campi sportivi al polo opposto e il capolinea degli autobus urbani che vi si affacciano.
In tutta la sua lunghezza il parco è costeggiato da una roggia che ospita piante igrofile come pioppi, olmi, bambù nani e degli esemplari di Taxodium, il cipresso delle paludi. Il resto del parco si sviluppa a stanze successive, di volta in volta protette da quinte vegetali e dotati una volta di una pergola, l’altra di aree giochi e campi sportivi.
È presente anche una collezione botanica, con sofore, noci neri, ailanti ombrosi ma anche tanti aceri di molte specie e numerose piante autoctone come viburni, rose e biancospini ad arricchire le siepi miste dei perimetri vegetali.

### Trasporti
Il quartiere è servito da quattro fermate (due per senso di circolazione) del servizio urbano Trentino Trasporti.
- Via della Canova: Linea 7
- Paludi: Linea 7